# Adumu
Adumu, auch bekannt als Massai-Springtanz, ist ein traditioneller Tanz, den das Volk der Massai in Kenia und Tansania praktiziert. Junge Massai-Krieger führen den energiegeladenen und akrobatischen Tanz vor allem bei zeremoniellen Anlässen wie Hochzeiten, religiösen Riten und anderen bedeutenden kulturellen Ereignissen auf.

## Geschichte
Die Geschichte und Kultur der Massai in Kenia und Tansania ist eng mit der des traditionellen Adumu-Tanzes verbunden. Seine Anfänge sind unklar, aber man nimmt an, dass er sich als eine Methode für Massai-Krieger entwickelte, um für den Kampf zu trainieren und ihre Ausdauer, Beweglichkeit und Kraft zu demonstrieren. In der Geschichte der Massai heißt es, dass der Tanz ursprünglich von jungen Kriegern getanzt wurde, um ihre Sprungfähigkeiten zu trainieren, die sowohl für die Jagd als auch für den Kampf notwendig waren. Der Tanz wurde dann bei wichtigen kulturellen Anlässen wie Hochzeiten, religiösen Ritualen und anderen Festen aufgeführt, wobei er sich zu einem organisierten, ritualisierten Tanz entwickelte.

## Beschreibung
Der Adumu-Tanz zeichnet sich durch eine Abfolge von Sprüngen aus, die von den Tänzern ausgeführt werden. Sie stehen im Kreis und springen abwechselnd in die Luft, wobei sie ihren Körper so gerade und aufrecht wie möglich halten. Die Tänzerinnen und Tänzer tragen nicht nur farbenfrohe Shúkàs (Kleider) und Perlenschmuck, sondern auch die traditionelle Massai-Tracht. Während des Tanzes werden traditionelle Massai-Lieder und Gesänge vorgetragen.
Die Massai-Krieger, die den Adumu-Tanz aufführen, werden nach der Höhe ihrer Sprünge sowie nach der Anmut und Geschicklichkeit ihrer Bewegungen beurteilt. Der Tanz ist äußerst wettbewerbsintensiv. Die Stärke, Beweglichkeit und Ausdauer der Krieger sowie ihre Tapferkeit und ihr Heldentum werden durch ihren Tanz unter Beweis gestellt.

## Etymologie
Es gibt eine Reihe unterschiedlicher Interpretationen aus verschiedenen Quellen, daher sind der genaue Ursprung und die Etymologie des Begriffs „Adumu“ nicht vollständig bekannt. Es wird angenommen, dass das Wort „Adumu“ seinen Ursprung bei den Massai hat und von dem Verb „dumu“ abgeleitet ist, das „springen“ oder „hüpfen“ bedeutet. Nach dieser Auffassung bezieht sich das Wort „Adumu“ speziell auf das Springen und Hüpfen, das ein wesentlicher Bestandteil des Tanzes ist. Eine andere Theorie ist, dass „Adumu“ eine verkürzte Version des Massai-Grußes „Aigus“ ist, der gelegentlich verwendet wird, um den Beginn des Tanzes zu signalisieren. Nach dieser Auffassung verweist der Name „Adumu“ auf die zeremoniellen und rituellen Elemente des Tanzes sowie auf seine Beziehung zur Kultur und den Bräuchen der Massai.
Der Tanz stellt einen wesentlichen Bestandteil der massaiischen Kultur und Identität dar. Sein Name ist sowohl innerhalb als auch außerhalb der massaiischen Gemeinschaft bekannt, obschon die Etymologie des Begriffs ungeklärt ist.

## Verwendung von kulturellem Material

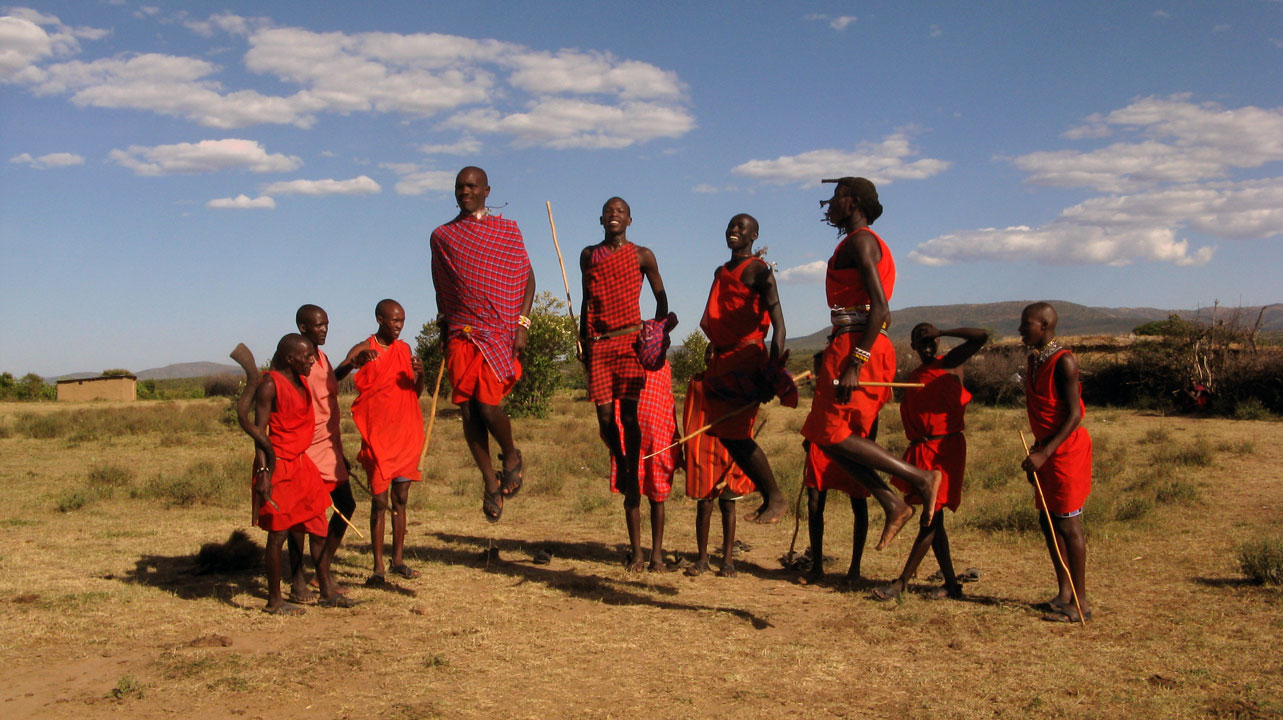
Massai-Männer führen einen traditionellen Sprungtanz auf (Adumu)

Adumu ist ein symbolträchtiger Tanz. Er wird während Zeremonien aufgeführt und beinhaltet eine Vielzahl kultureller Objekte. Diese sind ein wichtiger Teil des Tanzes, da durch sie sowohl die Kultur, als auch die Geschichte und Bedeutung des Masaai-Volkes ausgedrückt wird. Traditionelle Massai-Kleidung ist eines der wichtigsten kulturellen Elemente des Adumu-Tanzes. Oft sind die Tänzerinnen und Tänzer in farbenfrohe Tücher, sogenannte Shukas, gehüllt, die sie in einer bestimmten Weise um ihren Körper wickeln. Die Shukas sind häufig rot gefärbt und mit kunstvollen Perlenstickereien oder anderen Dekorationen verziert. Sie gelten als Symbol des Massai-Volkes.
Zum Adumu-Tanz gehören neben der Kleidung auch verschiedene Musikinstrumente wie Trommeln, Rasseln und Hörner. Diese Musikinstrumente werden sowohl von den Tänzern als auch von anderen Mitgliedern der Gemeinschaft gespielt und tragen zur rhythmischen und melodischen Begleitung des Tanzes bei. Traditioneller Massai-Schmuck ist eine weitere wichtige kulturelle Komponente des Adumu-Tanzes. Kostbare Halsketten, Armbänder und Ohrringe aus Perlen, Kaurimuscheln und anderen Materialien werden häufig von den Tänzern getragen. Diese Schmuckstücke sind sehr symbolträchtig und stehen für wichtige Elemente der Massai-Kultur, darunter Geld, Prestige und Identität. Beim Adumu tragen die Tanzenden außerdem Speere und Schilde, die eine Reihe von traditionellen Gesten und Symbolen zeigen. Diese Embleme verweisen auf die Tapferkeit und Zähigkeit der Vorfahren und repräsentieren gleichzeitig die Kriegstraditionen der Massai. Durch die Einbindung traditioneller Elemente in den Adumu-Tanz wird die kulturelle Identität und das kulturelle Erbe des Massai-Volkes gestärkt. Die einbezogenen Materialien zeichnen sich durch ästhetische Wirkung aus und dienen der Zierde. Gleichzeitig vermitteln sie jedoch auch eine tiefgreifende symbolische Bedeutung, die für die Einheimischen sowie für Zuschauende von hoher Relevanz ist. Dies verdeutlicht die entscheidende Rolle der Materialien sowohl für den Tanz als auch für die Massai-Kultur insgesamt.

## Kontroverse
Einige Massai führen ihre Tänze für Touristen vor. Die Vorführung ist dabei in manchen Fällen eine Touristenattration, welche die Kultur „exotisiert“ (siehe auch: Ethnotourismus). Da Zwangsumsiedelungen und Vertreibung auch durch den Ausbau von Tourismus begründet sind, ist das Verhältnis der Massai dazu zwiegespalten. Einerseits ist der Tanz eine Möglichkeit, ihre Tradition zu wahren, nach außen zu tragen und eine Einnahmequelle. Andererseits können durch Veranstaltungen solcher Art bestehende Ungleichheiten verstärkt werden.